# جسلین گیلسیگ
جسلین گیلسیگ (انگلیسی: Jessalyn Gilsig؛ زاده (۳۰ نوامبر ۱۹۷۱) یک هنرپیشه اهل کانادا است. وی از سال ۱۹۸۴ میلادی تاکنون مشغول فعالیت بوده‌است.
از فیلم‌های معروف او می‌توان به بازی در فیلم‌های چاقوی ضامن دار، نجواگر اسب اشاره کرد.